# Gobio occitaniae
Gobio occitaniae är en fiskart som beskrevs av Maurice Kottelat och Persat 2005. Gobio occitaniae ingår i släktet Gobio och familjen karpfiskar. IUCN kategoriserar arten globalt som livskraftig. Inga underarter finns listade i Catalogue of Life.